# 保罗·蒂尔科宁
保罗·蒂尔科宁（芬蘭語：Paul Tirkkonen，1884年10月9日—1968年8月31日），芬兰男子摔跤运动员。他曾代表芬兰参加世界摔跤锦标赛，获得一枚铜牌。他也曾参加1912年夏季奥林匹克运动会。